# Cesón Duilio Longo
Cesón Duilio Longo (en latín Kaeso Duillius Longus), fue elegido junto con otros dos plebeyos como decenviro para el año 450 a. C.

## Carrera política
En la guerra de ese año contra ecuos y sabinos, Cesón Duilio y cuatro de sus colegas fueron enviados al monte Álgido a combatir contra los ecuos. Después de la abolición del decenvirato, y como algunos de los decemviros habían sido sancionados, Duilio prefirió el exilio voluntario, después de lo cual sus bienes, al igual que la de los otros que huyeron de Roma, fueron vendidos mediante subasta pública por los cuestores.